# Trigonoptera bimaculata
Trigonoptera bimaculata là một loài bọ cánh cứng trong họ Cerambycidae.